# Вос, Йохан (шашист)
Йохан Хендрик Вос (нидерл. Johan (Jan) Hendrik Vos; 16 февраля 1895, Амстердам — 17 мая 1961, там же) — голландский шашист, национальный гроссмейстер (1948), шестикратный чемпион Голландии по международным шашкам, участник матча за звание чемпиона мира 1936 года.

## Спортивная биография
С 1918 года Йохан Вос начал принимать участие в соревнованиях в амстердамских шашечных обществах. В 1920 году, завоевав второе место, Вос успешно дебютировал в чемпионате Нидерландов. Всего за свою жизнь Вос 25 раз участвовал в национальных чемпионатах, став победителем в шести из них в 1922, 1923, 1925 (после дополнительного матча с Арнольдом Дамме), 1930, 1932 и 1935 годах, и девять раз (1920, 1921, 1924, 1927, 1929, 1937, 1939, 1942, 1944) заняв вторую строчку в турнирной таблице.
В 1925 году Вос начал борьбу за шашечную корону, приняв участие в чемпионате мира в Париже. Делёж четвёртого места с Германом де Йонгом продемонстрировал, что Вос входит в число сильнейших шашистов своего времени. 
Член (с 22 октября 1928 года) символического клуба победителей чемпионов мира Роба Клерка.
Но следующий чемпионат мира 1928 года на родине Воса в Амстердаме закончился для него неудачей: Вос сумел разделить лишь девятое-десятое места.
Победа в чемпионате Нидерландов 1935 года позволила Восу вызвать на матч чемпиона мира француза Мориса Райхенбаха. Матч из двадцати партий состоялся в январе 1936 года и закончился для Воса тяжёлым поражением со счётом −5 =15; Вос не смог выиграть ни одной партии. В 1950 году Вос последний раз принял участие в чемпионате Голландии, разделив седьмое место.